# Bryodelphax brevidentatus
Bryodelphax brevidentatus is een soort in de taxonomische indeling van de beerdiertjes (Tardigrada). 
Het diertje behoort tot het geslacht Bryodelphax en behoort tot de familie Echiniscidae. De wetenschappelijke naam van de soort werd voor het eerst geldig gepubliceerd in 2005 door Kaczmarek, Michalczyk & Degma.